# Matrimonio igualitario en Rusia
Rusia no reconoce el matrimonio igualitario ni las uniones civiles. Desde 2020, la Constitución rusa prohíbe explícitamente el matrimonio igualitario. El Código de Familia de Rusia también contiene disposiciones que prohíben los matrimonios igualitarios, las cuales el Corte Constitucional declaró constitucionales en 2006.
Las encuestas de opinión han mostrado una disminución del apoyo al matrimonio igualitario en Rusia. Esta tendencia a la baja se ha atribuido a la propaganda estatal antihomosexual, en particular a la ley rusa contra la propaganda homosexual de 2013, y al creciente sentimiento antioccidental y tradicionalista promovido por Vladímir Putin.

## Historia

### Imperio ruso
Durante la época del Imperio ruso, a principios del siglo XX, cuando la homosexualidad estaba prohibida y las relaciones entre personas del mismo sexo eran tabú, algunas parejas establecían capitulaciones matrimoniales y vivían en hogares conjuntos. Se sabe que una pareja, Nikolay Polyakov y Stepan Minin, convivió hasta 1933, cuando fueron arrestados en una purga antigay organizada por las autoridades soviéticas.

### Unión Soviética
Tras la llegada al poder de Iósif Stalin, la opresión de las personas LGBT aumentó y las uniones entre hombres del mismo sexo volvieron a ser penalizadas. Las relaciones homosexuales entre hombres se declararon delito, y las tareas domésticas y la maternidadvolvieron a ser el papel principal de la mujer en la sociedad. En tal situación, era imposible hablar de una lucha por el reconocimiento del derecho al matrimonio igualitario. Sin embargo, las familias homosexuales de facto siguieron existiendo.
En 1922, Yevguenia Fyodorovna, disfrazada de hombre y con documentos de identidad falsos, se casó con su pareja en San Petersburgo. Las autoridades pronto descubrieron que Fyodorovna era en realidad una mujer y abrieron una causa penal contra la pareja, acusándolos de «delito contra la naturaleza». Posteriormente, el comisario del pueblo declaró el matrimonio «legal, por haber sido celebrado de mutuo acuerdo».

### Rusia moderna
A principios de la década de 1990, activistas como Yevguenia Debriánskaya y Roman Kalinin comenzaron a exigir la legalización del matrimonio igualitario en Rusia. En abril de 1994, Slava Mogutin y su pareja, Robert Filippini, solicitaron matrimonio en una oficina de registro civil de Moscú. Aunque la directora de la oficina se mostró comprensiva, afirmó que, por ley, no podía oficiar el matrimonio. Esto convirtió a la pareja en blanco de casos penales muy publicitados, con posibles penas de hasta siete años de prisión. Posteriormente, la pareja huyó y solicitó asilo político en Estados Unidos.

#### 2003-2008
Entre 2003 y 2005, se debatieron activamente en la sociedad civil sobre el matrimonio igualitario. Esto se vio facilitado por su legalización en los Países Bajos, Bélgica, España y Canadá, y por los intentos de varias parejas rusas del mismo sexo de contraer matrimonio en el registro civil. En 2003, Denis Gogolev y Mijaíl Morozov se casaron en secreto en una iglesia de Nizhni Nóvgorod con un sacerdote de la iglesia ortodoxa rusa. La iniciativa resultó controvertida, y posteriormente la pareja fue rechazada cuando intentó registrar su matrimonio en el registro civil. El Santo Sínodo declaró posteriormente el matrimonio nulo. En 2004, dos mujeres de Tula se casaron en una oficina de registro civil local porque el apellido georgiano de una de ellas parecía «masculino» a los funcionarios del gobierno.
En abril de 2004, Eduard Murzin, miembro de la Asamblea Estatal de Baskortostán, presentó un proyecto de ley para legalizar el matrimonio entre personas del mismo sexo en Baskortostán, eliminando la disposición legal que lo prohibía en la república. El proyecto de ley no se sometió a votación. En enero de 2005, Murzin, heterosexual, y Eduard Mishin, editor jefe de una revista gay, solicitaron matrimonio en el distrito de Butyrsky de Moscú. Su solicitud fue rechazada y posteriormente interpusieron un recurso judicial para impugnar la denegación. argumentando que prohibir el matrimonio violaba el artículo 19 de la Constitución rusa. Un tribunal de primera instancia desestimó la demanda el 15 de febrero, y el Tribunal Municipal de Moscú confirmó la decisión en abril de 2005. Posteriormente, la Corte Suprema de Rusia rechazó el recurso de Murzin, dictaminando que no estaba autorizado a modificar la ley. En noviembre de 2006, el Tribunal Constitucional desestimó la apelación y confirmó la constitucionalidad de la prohibición legal del matrimonio entre personas del mismo sexo. El Tribunal Europeo de Derechos Humanos desestimó el caso sin comentarios en junio de 2008. Murzin no solo fue criticado por conservadores y líderes religiosos, sino también por activistas LGBT que cuestionaron el momento oportuno del litigio, señalando que Rusia no contaba con leyes contra la discriminación en ese momento.

#### CasoFedotova

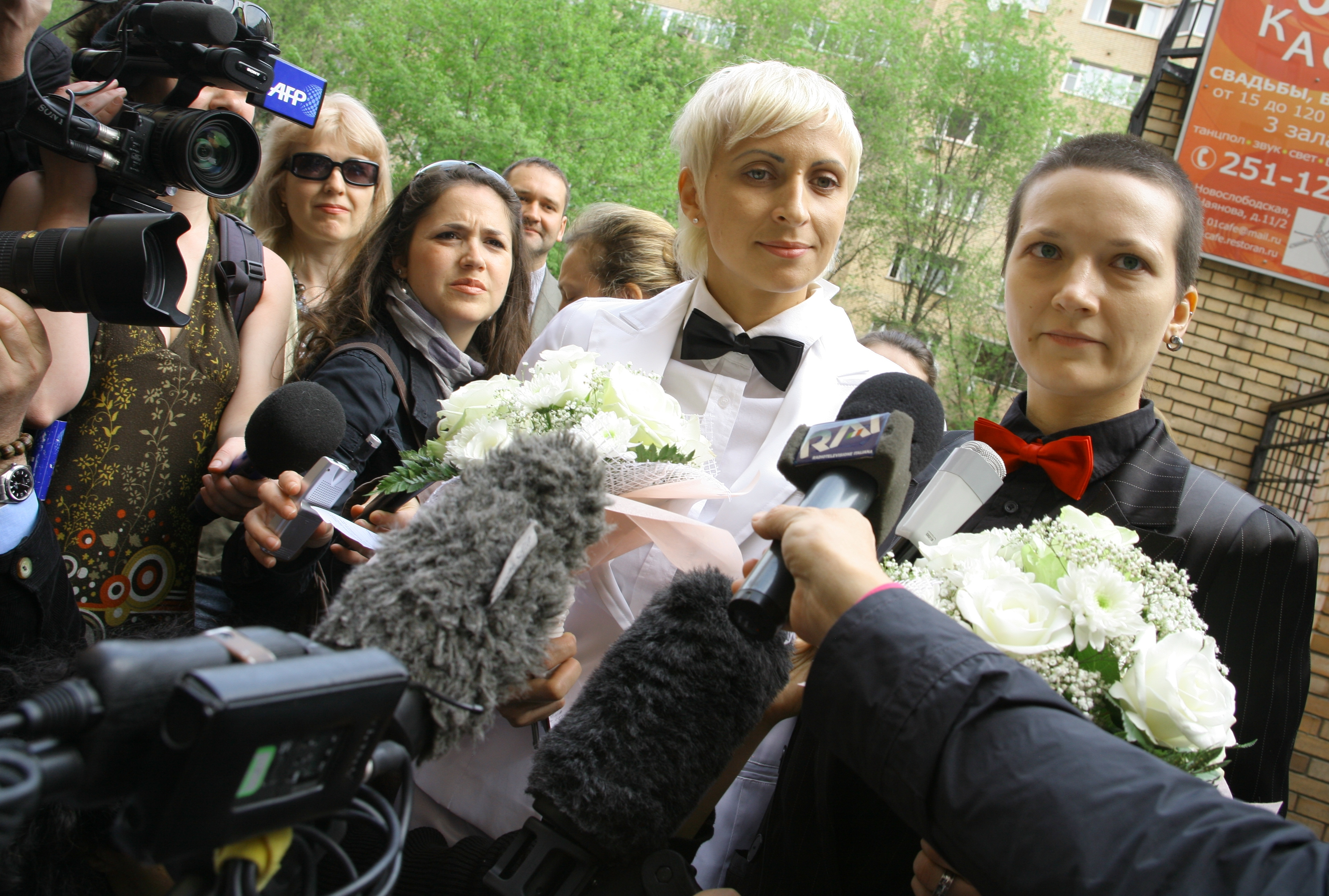
Irina Fedotova e Irina Shipitko en el distrito de Tverskoy.

En abril de 2009, el activista LGBT Nikolái Alekséyev lanzó una campaña para legalizar el matrimonio entre personas del mismo sexo en Rusia. El 12 de mayo de 2009, una pareja de lesbianas, Irina Fedotova e Irina Shipitko, solicitó una licencia de matrimonio en el distrito de Tverskoy de Moscú. La pareja afirmó que no esperaban que su matrimonio se registrara, pero que esperaban que este intento llamara la atención sobre la cuestión de los derechos de la diversidad sexual en Rusia. El intento de registro tuvo lugar unos días antes del Orgullo Eslavo, programado para el 16 de mayo en Moscú.
En junio de 2009, la pareja impugnó la denegación, alegando que «la Constitución rusa y las leyes de familia no prohíben los matrimonios entre personas del mismo sexo». El tribunal programó la vista oral para el 26 de agosto de 2009, pero fue pospuesta hasta el 6 de octubre. El tribunal desestimó el caso ese mismo día, citando la sentencia de 2006 de la Corte Constitucional en el caso Murzin, que determinó que no existía violación constitucional al denegar el derecho al matrimonio. Posteriormente, la pareja recurrió ante el Tribunal Europeo de Derechos Humanos (TEDH), que registró su caso el 18 de enero de 2011.
En julio de 2021, el TEDH dictaminó en el caso Fedotova que Rusia tenía la «obligación de garantizar el respeto a la vida privada y familiar de los demandantes, proporcionándoles un marco jurídico que les permitiera reconocer sus relaciones» y rechazó el argumento del Gobierno ruso sobre la desaprobación pública de las uniones entre personas del mismo sexo, al considerar que el «acceso a los derechos de una minoría no podía depender de la aceptación de la mayoría». Uno de los abogados que representó a la pareja afirmó que era improbable que Rusia implementara la sentencia. Rusia dejó de ser parte del TEDH el 16 de septiembre de 2022.

#### Unión civil
En 2016, el partido socialliberal Yábloko adoptó una plataforma partidaria de las uniones civiles. Durante su candidatura a las elecciones presidenciales de 2018, Ksenia Sobchak expresó su apoyo a las uniones civiles. En 2018, algunos legisladores presentaron una legislación para reconocer las uniones civiles heterosexuales. Sin embargo, el proyecto de ley fue rechazado debido a la preocupación de que en el futuro pudiera dar lugar al reconocimiento de las uniones entre personas del mismo sexo.

## Restricciones legales
El artículo 1(3) del Código de Familia de Rusia prohíbe el matrimonio entre personas del mismo sexo, estableciendo: «La regulación de las relaciones familiares debe atenerse al principio de la unión voluntaria entre un hombre y una mujer […]». Esta prohibición se introdujo en 1995. Una sentencia de 2006 de la Corte Constitucional de Rusia confirmó esta prohibición legal y rechazó las alegaciones de que la prohibición de los matrimonios entre personas del mismo sexo constituía una violación de los derechos constitucionales. Anteriormente, el derecho de familia de la Unión Soviética no contenía una prohibición explícita de los matrimonios entre personas del mismo sexo.

### Enmiendas constitucionales de 2020
Tras el referéndum constitucional de 2020, la Constitución rusa prohibió explícitamente el matrimonio entre personas del mismo sexo. The Moscow Times informó en marzo de 2020, tras la aprobación unánime de las enmiendas en la Duma Estatal que Putin «ha buscado proyectarse como un defensor de los valores tradicionales y conseguir apoyo promoviendo ideas antioccidentales y conservadoras».

### Reconocimiento de matrimonios celebrados en el extranjero
Los ciudadanos rusos pueden registrar un matrimonio entre personas del mismo sexo en países cuyas leyes lo permiten para extranjeros, como Argentina, Islandia, Noruega, Portugal o Sudáfrica. Según el artículo 158 del Código de Familia, los matrimonios celebrados en el extranjero se reconocen en Rusia. En consecuencia, el reconocimiento del matrimonio entre personas del mismo sexo en Rusia sigue siendo un tema controvertido entre los abogados. Algunos argumentan que los matrimonios extranjeros entre personas del mismo sexo pueden reconocerse en Rusia. Otros juristas y autoridades se remiten al artículo 167 del Código, que establece que: «no se aplicarán si su aplicación contradice los fundamentos [...] de la Federación de Rusia». Por ello, sostienen que los matrimonios entre personas del mismo sexo celebrados en el extranjero no pueden ser reconocidos en Rusia.

### Reconocimiento de matrimonios de personas transgénero

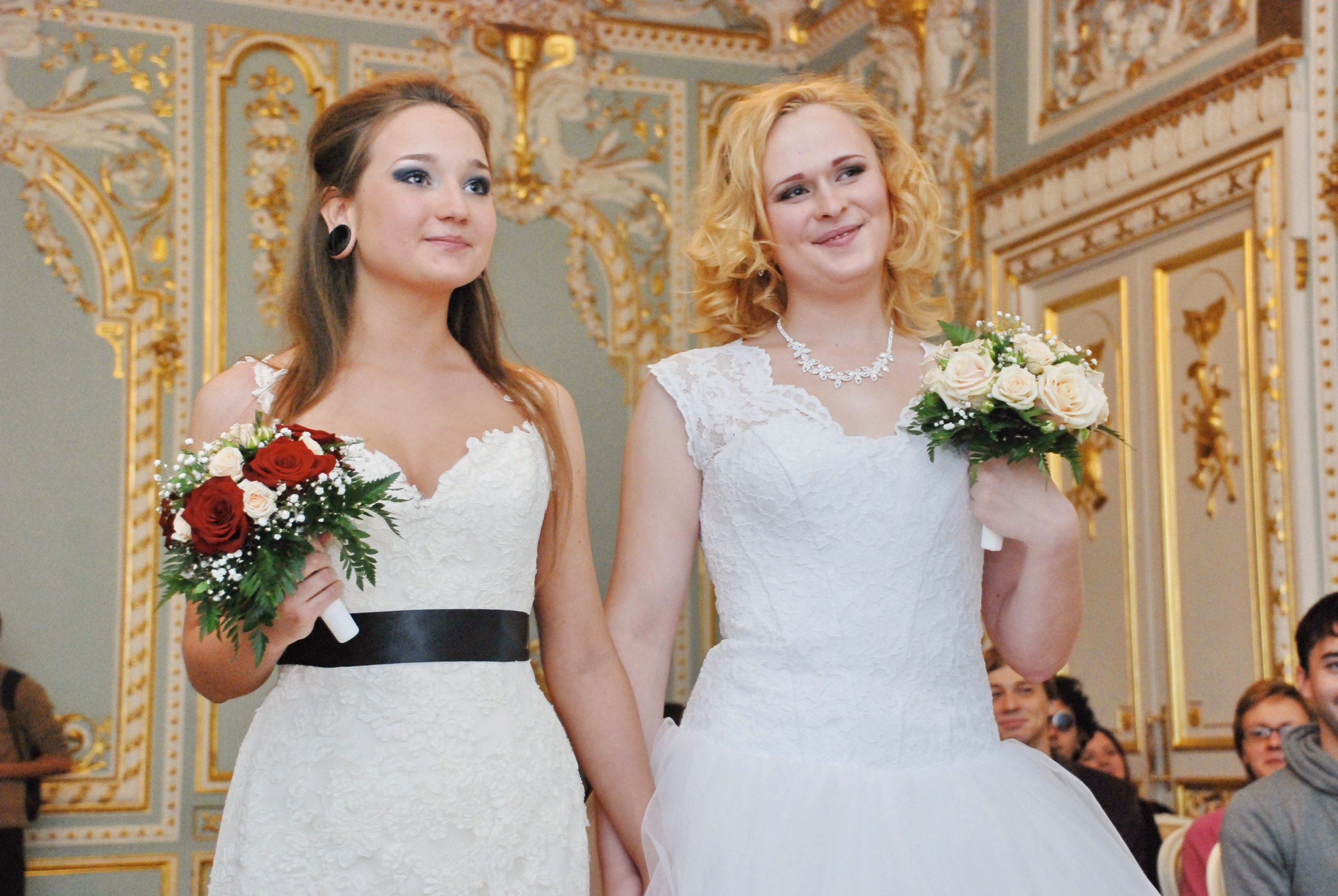
Alyona Fursova (izquierda) e Irina Shumilova (derecha) se casaron en San Petersburgo, 7 de noviembre de 2014

El Código de Familia no prohíbe explícitamente los matrimonios con personas transgénero. Por lo tanto, los matrimonios entre personas del mismo sexo son teóricamente posibles en Rusia si uno de los cónyuges es transgénero; los matrimonios solo son posibles si ambos cónyuges son legalmente del sexo opuesto. El 7 de noviembre de 2014, Irina Shumilova y Alyona Fursova se casaron en San Petersburgo, aprovechando esta laguna legal, ya que Shumilova no había completado su cambio de género legal y seguía siendo legalmente un hombre. Ambos cónyuges lucieron vestidos de novia en la ceremonia.
La noticia del matrimonio se filtró a los medios de comunicación, a pesar de que la pareja no quería hacerlo público. Los empleados del registro civil que llevó a cabo el matrimonio afirmaron haber «cumplido plenamente» con las leyes matrimoniales de Rusia, ya que Shumilova y Fursova eran legalmente del sexo opuesto. Un caso similar había ocurrido unos meses antes, cuando Alina Davis, de 23 años, y Alison Brooks, de 19, solicitaron matrimonio en el registro civil de la avenida Kutuzovsky de Moscú. La solicitud fue aceptada, ya que Davis era legalmente hombre.
Estos dos casos llevaron al diputado Vitaly Milonov a presentar una ley que prohibía la vestimenta inapropiada en los matrimonios, pero el proyecto no se aprobó. En 2015, los diputados Aleksey Zhuravlyov, Anatoly Greshnevikov y Dmitri Gorovstov propusieron una ley que prohibía explícitamente los matrimonios si uno de los cónyuges se había sometido o tenía intención de someterse a un procedimiento de cambio de sexo. El proyecto fue rechazado por una comisión parlamentaria con el argumento de que sería «imposible» organizar comprobaciones de género para todos los recién casados. En julio de 2023, el presidente Vladímir Putin promulgó una ley que prohíbe a las personas transgénero modificar su género legal en documentos oficiales y anula los matrimonios en los que uno de los cónyuges se haya sometido a un procedimiento de cambio de género legal.

### Prohibiciones y leyes constitucionales sujetas a nivel federal
El matrimonio entre personas del mismo sexo está prohibido constitucionalmente en todas las repúblicas de Rusia. Sus constituciones definen el matrimonio como «la unión voluntaria de una mujer y un hombre». Muchas fueron reformadas tras el referéndum constitucional de 2020, que también modificó la Constitución rusa para prohibir los matrimonios entre personas del mismo sexo. Anteriormente, sus constituciones no contenían una prohibición explícita de los matrimonios entre personas del mismo sexo y no abordaban el tema o lo definían como «basado en el consentimiento voluntario y la igualdad de los cónyuges».

## Opinión pública
Las encuestas de opinión han reportado una disminución del apoyo al matrimonio igualitario en Rusia. Una encuesta realizada en 1995 por el Centro Ruso de Investigación de la Opinión Pública (CRIOP) mostró que el 18% de los rusos tenía una opinión positiva del matrimonio igualitario, mientras que el 38% la tenía negativa. En enero de 2005, una encuesta del CRIOP mostró que el apoyo había disminuido al 14%, mientras que el 59% se oponía. Una encuesta realizada en mayo de 2005 por el Centro Levada mostró cifras similares de apoyo al matrimonio igualitario: un 14.3%, mientras que un 73.4% se oponía. El apoyo al matrimonio igualitario disminuyó al 14% en 2010, al 10% en 2012, al 5% en 2013 y al 7% en 2015.
Una encuesta del Pew Research Center, realizada en julio de 2015, reveló que el 5% de los rusos estaba a favor o muy a favor de permitir el matrimonio entre personas del mismo sexo, mientras que el 90% se oponía. Este fue uno de los niveles de apoyo más bajos entre los 18 países de Europa Oriental encuestados; solo Georgia y Armenia reportaron niveles de apoyo más bajos, ambos con un 3%. El apoyo entre los rusos mayores de 35 años fue del 3%, del 5% entre los ortodoxos, del 8% entre las personas no religiosas y del 9% entre los jóvenes de 18 a 34 años.
Las encuestas han demostrado que el apoyo al matrimonio igualitario es mayor entre las mujeres, los jóvenes, las personas con educación superior completa, los liberales, las personas con altos ingresos y los residentes de Moscú y San Petersburgo.

### Religión
La iglesia ortodoxa rusa mantiene su firme oposición al matrimonio igualitario. En 2016, el Patriarca Kirill de Moscú calificó el matrimonio igualitario como una forma de «totalitarismo soviético», y en mayo de 2017 lo comparó con el nazismo durante una visita a Kirguistán.